# Lidia Tseraskaïa
Lidia Petrovna Tseraskaïa (en russe Лидия Петровна Цераская), née à Astrakhan en 1855 et morte en 1931, est une astronome soviétique.
Elle est diplômée du Teacher's Institute de Petersberg. Elle a travaillé à l'Université de Moscou. Elle a découvert 219 étoiles variables, dont RV Tauri en 1905, dont elle a reconnu l'unicité.
Tseraskaya était mariée à Vitol'd (ou Witold) Karlovitch Tseraski (aussi transcrit Ceraski), qui était professeur d'astronomie à l'Université de Moscou. Ses articles scientifiques étaient publiés sous le nom de "W. Ceraski".

## Postérité
Le cratère vénusien Tseraskaya a été nommé en son honneur.

## Référence
1. ↑  Hockey, Virginia Trimble, Thomas R. Williams, Katherine Bracher, Richard A. Jarrell, Jordan D. Marché et F. Jamil Ragep, The Biographical Encyclopedia of Astronomers, 2009 (Bibcode 2009bea..book.....H)
2. ↑  (en) FindTheData : Where does the name for the astrogeological feature Tseraskaya come from?